# Renault TRM 500
Le Renault TRM 500 ou Saviem TRM 500 est un véhicule léger tout terrain à quatre roues motrices proposé par Renault en mars 1978 pour répondre à l'appel d'offres lancé par l'armée française pour assurer le remplacement des très anciennes Jeep Willys que l'armée française avait récupérées après la libération des surplus américains.
Ce véhicule est basé sur la Fiat Nuova Campagnola présentée en 1974 et qui équipait plusieurs armées dans le monde. C'est finalement le Peugeot P4, variante du Mercedes-Benz Classe G, qui est choisi.

## Caractéristiques techniques
De conception très moderne, la Campagnola 2 / Renault TRM 500 était dotée d'une carrosserie autoporteuse avec quatre roues indépendantes avec des barres de torsion. La ligne de carrosserie semble taillée à la serpe. La principale différence avec la Fiat est que le TRM500 est équipé d'un moteur Renault tiré de la Renault 20 TS, donc un quatre cylindres 2 l alimenté par un carburateur Weber.
Il dispose d'une boîte de vitesses à 4 rapports avec une boîte de transfert à 2 rapports.